# Miss Secret Agent
Miss Secret Agent (engelska: Miss Congeniality) är en amerikansk action-komedi från 2000 i regi av Donald Petrie. I huvudrollen som Gracie Hart ses Sandra Bullock, bland övriga roller märks Michael Caine, Benjamin Bratt, William Shatner, Ernie Hudson och Candice Bergen. Filmen hade Sverigepremiär den 20 april 2001.

## Handling
Gracie Hart (Bullock) är en manhaftig FBI-agent som mest av allt intresserar sig för sitt arbete och boxning. När en seriemördare hotar att slå till mot skönhetstävlingen Miss USA måste hon ställa upp som Fröken New Jersey för att kunna avslöja skurkarna. En särskild coach (Caine) måste få Gracie att uppträda som en dam till tävlingen. Det blir en gigantisk utmaning för dem båda.

## Om filmen
Filmen är inspelad i bland annat Austin och San Antonio i Texas samt New York.
Temat med en person som hamnar i en situation där den måste klä ut sig återfinns även i filmer som I hetaste laget, My Fair Lady, Pretty Woman och Victor/Victoria.

## Rollista i urval
- Sandra Bullock - Gracie Hart/Gracie Lou Freebush
- Michael Caine - Victor Melling
- Benjamin Bratt - Eric Matthews
- Candice Bergen - Kathy Morningside
- Deirdre Quinn - Mary Jo Wright (Miss Texas)
- Heather Burns - Cheryl Frasier (Miss Rhode Island)
- Ernie Hudson - FBI Asst. Director Harry McDonald
- William Shatner - Stan Fields
- John DiResta - Agent Clonsky
- Melissa De Sousa - Karen Krantz, New York
- Steve Monroe - Frank Tobin

## I populärkulturen
I TV-serien Vänner är detta Chandler Bings favoritfilm.